# Badstuben 23
Badstuben 23 war ein denkmalgeschütztes Wohnhaus in Aschersleben in Sachsen-Anhalt.
Es befand sich auf der Ostseite der Straße Badstuben, im südlichen Teil der Aschersleber Innenstadt.

## Geschichte und Architektur

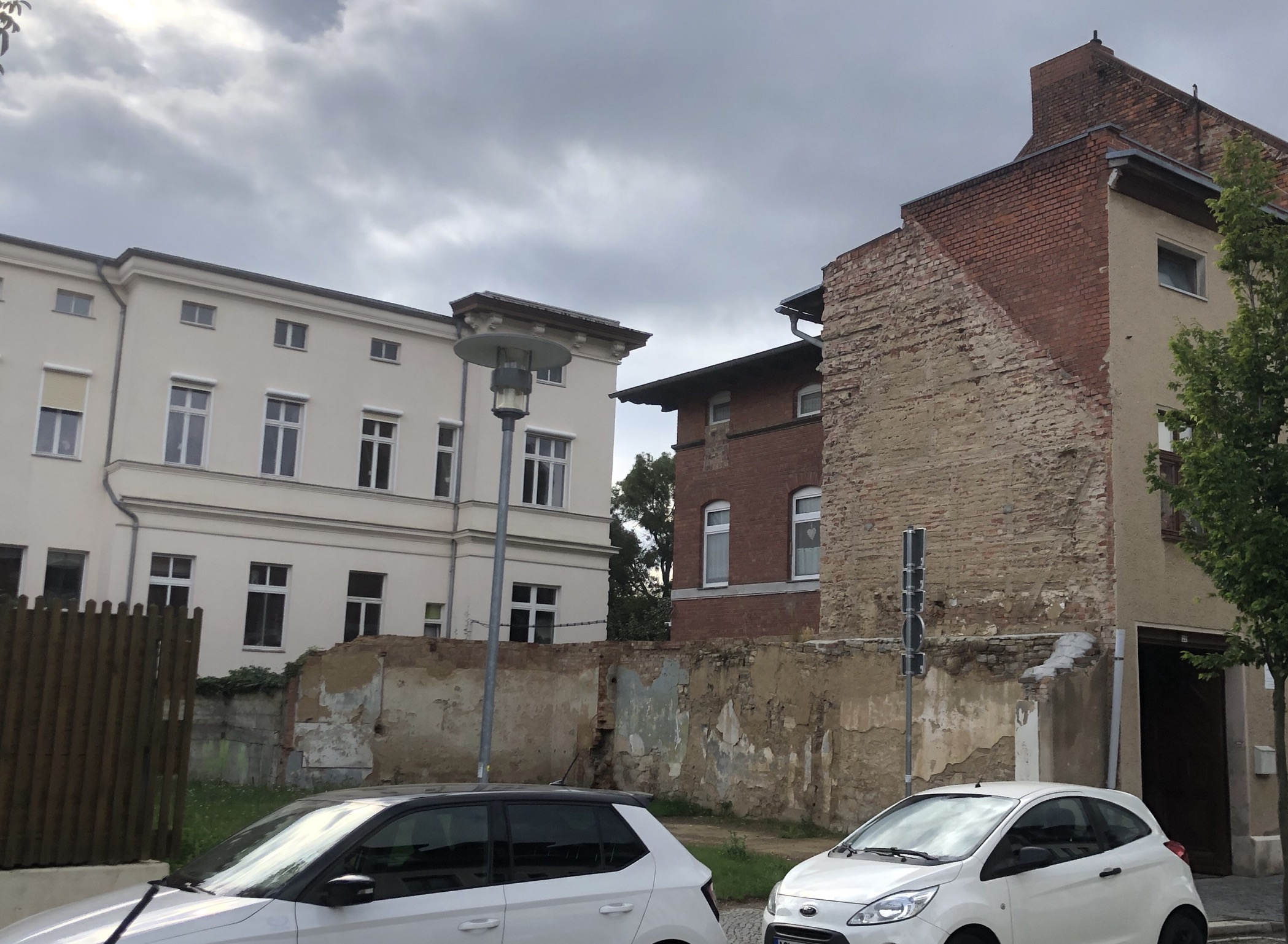
Baulücke Badstuben 23, Blick von Nordwesten, 2020, rechts, am Haus Badstuben 22, ist noch der Umriss des ehemaligen Hauses Badstuben 23 zu erkennen

Das zweigeschossige Gebäude war in der Zeit des Barock im 18. Jahrhundert in einer für Aschersleben typischen Bauweise errichtet worden. Der verputzte Bau verfügte über einen massiven Sockel auf den ein Fachwerkteil aufgesetzt worden war. Das Obergeschoss kragte etwas vor. Die Fensteröffnungen im Erdgeschoss waren bogenförmig ausgeführt. Die etwa mittig angeordnete Hauseingangstür war mit einem Oberlicht versehen. Bedeckt wurde das Haus von einem Satteldach.
Anfang des 21. Jahrhunderts stand das Gebäude leer und war sanierungsbedürftig. Im Jahr 2019 war das Haus bereits abgerissen.
Im örtlichen Denkmalverzeichnis war das Wohnhaus unter der Erfassungsnummer 094 80430 als Baudenkmal verzeichnet. Wohl in fehlerhafter Weise wird es auch noch nach seinem Abriss im Denkmalinformationssystem des Landes Sachsen-Anhalt geführt (Stand 2020).